# Camille Émaille
Camille Émaille (* 1993 in Valdeblore) ist eine französische Perkussionistin, die sowohl im Bereich der Neuen Musik als auch in der Improvisierten Musik hervorgetreten ist.

## Leben und Wirken
Émaille erhielt bereits mit neun Jahren Schlagzeugunterricht durch einen Lehrer, der mit einem Lkw im Mercantour unterwegs war, und war gelegentlich an Konzerten beteiligt. Obgleich zunächst an anderen Fächern interessiert, studierte sie klassisches Schlagwerk an den Konservatorien von Nizza und Strasbourg; sie wechselte an die Musik-Akademie der Stadt Basel, um sich bei Christian Dierstein und Fred Frith in zeitgenössischer Musik und Improvisation weiterzubilden, wo sie 2018 einen Bachelor-Abschluss in Perkussion mit Auszeichnung erhielt. 2016 war sie zudem Gaststudentin am Mills College in Oakland, wo sie unter anderem mit Roscoe Mitchell und William Winant arbeitete. 
2017 veröffentlichte Émaille ihr erstes Solo-Album Bekkos auf dem portugiesischen Label Creatives Sources Recordings. Im Bereich des Musiktheaters arbeitete sie mit Heiner Goebbels, mit dem sie auch im Projekt Mayfield 2020 beim Moers Festival auftrat, und mit Michael Wertmüller im Musiktheaterstück D.I.E., das 2021 bei der Ruhrtriennale aufgeführt wurde. Im Bereich der Neuen Musik war sie weiterhin mit dem Ensembles Accroche Note, Vertebrae und We Spoke Percussion aktiv; im Bereich der improvisierten Musik auch mit Peter Brötzmann, Fred Frith, Hans Koch, eRikm, Dieb13, Lê Quan Ninh, Fritz Hauser, Julian Sartorius und Jacques Demierre (Still(u)n(r)es(t)s, 2020). 
Émaille möchte Musik als Teil des Alltags begreifen und praktizieren; bei sogenannten „wilden Konzerten“ in verlassenen Gebäuden oder Tunnels erkundet sie Wirkungen des Klangs. Derzeit tourt sie hauptsächlich als Solistin, im Trio mit Gésir, bestehend aus Jean-Luc Guionnet an der Orgel und Julien Dessailly am Dudelsack, mit Otto bestehend aus Gabriel Valtchev und Pol Small, wo alle drei Tapan spielen, mit dem Stück Ma, das sie gemeinsam mit Xavière Fertin an der Klarinette und Baptise Joxe entwickelt hat, der Gruppe Aquaserge, dem Urs Graff Consort, dem Improvisationsensemble Le Un und dem Quartett Escargot mit Tom Malmendier am Schlagzeug, Louis Frères am Bass und Xavière Fertin an der Klarinette; mit Escargot legte sie das Album Dart Love (2020) vor.

## Diskographische Hinweise
- Willi Bopp / Camille Émaille / Gianni Gebbia / Heiner Goebbels / Cécile Lartigau / Nicolas Perrin: The Mayfield (Intakt, 2024)